# Dub balkánský
Dub balkánský neboli dub uherský (Quercus frainetto) je strom dorůstající výšky až 40 m. Listy jsou poměrně velké, s hlubokými zářezy. Je rozšířen zejména v jihovýchodní Evropě. Občas se pěstuje jako okrasná dřevina.

## Popis
Dub balkánský je opadavý strom dorůstající výšky až 40 m. Koruna je mohutná, široce rozložitá, v horní části nepravidelně protáhle polokulovitá. Letorosty jsou zprvu plstnaté, později olysávající. Listy jsou poměrně velké, obvejčité až podlouhle obvejčité, krátce řapíkaté, na bázi nejčastěji srdčitě ouškaté. Čepele listů jsou laločnaté, nejčastěji se 7 (6 až 12) laloky na každé straně. Laloky jsou úzké a zářezy mezi nimi hluboké. Na líci jsou listy tmavě zelené a nakonec lysé, na rubu šedozelené a chlupaté. Žilnatina je tvořena asi 10 páry postranních žilek. Řapík je 2 až 12 mm dlouhý. Palisty jsou huňaté a poměrně dlouho vytrvávající. Žaludy jsou nejčastěji po 2 až 6, přisedlé nebo krátce stopkaté, podlouhle vejcovité, 12 až 35 mm dlouhé, asi do 1/5 až 1/3 kryté polokulovitou číškou s hnědavě pýřitými šupinami.

## Synonyma
- Quercus farnetto Ten.
- Quercus conferta Kit. in Schult.
- Quercus hungarica Hubeny in Rösler incl.

## Rozšíření
Dub balkánský roste hlavně v JV Evropě, na Balkánském poloostrově, v Rumunsku, Maďarsku. Původní areál zasahuje na sever až na J Slovensko a snad i jižní Moravu. Je znám z Jevišovicka a z Podyjí. V jiných oblastech České republiky byl vysazován do parků a arboret, popř. výjimečně i do volné přírody. Některé starší zdroje považovaly dub balkánský za původní druh české přírody,:759 novější zdroje jej uvádějí jako zavlečený druh.
Jedná se o teplomilnou dřevinu, jejím stanovištěm jsou teplomilné doubravy (sv. Quercion pubescenti-petraeae).

## Význam
Dub balkánský je v Česku vysazován jako okrasný strom, ceněný zejména pro krásný tvar listů a mohutný vzrůst. Pěstují se také různé okrasné kultivary.